# ウィルフリード・サヌ
ウィルフリード・サヌ（Wilfried Sanou, 1984年3月16日 - ）は、ブルキナファソ・ボボ・ディウラッソ出身、ブルキナファソ代表のサッカー選手。ポジションは主にサイドミッドフィルダー。サイドバックやトップ下でもプレーできるポリバレントな選手。

## 来歴
ブルキナファソの首都ワガドゥグーで生まれ、地元のサッカーアカデミー「プラネート・シャンピオン・アンテルナシオナル (Planète Champion International)」でサッカーを始める。
2001年夏に当時オーストリア2部のWSGスワロフスキー・ヴァッテンズへ移籍。半年後にはオーストリア・ブンデスリーガに所属するFCチロル・インスブルックへ移籍し、5試合に出場、オーストリア・ブンデスリーガでの優勝を経験する。
その後スイス・スーパーリーグのFCシオンを経て、2003年6月にドイツ・ブンデスリーガに所属するSCフライブルクへ移籍。計5年間在籍した後、2008年7月に1.FCケルンへ移籍した。元々はフォワードであったが、徐々に様々な中盤のポジションでプレーをするようになり、ドイツでは攻撃的ミッドフィールダー、サイドハーフなどが主戦場になる。フライブルク時代には当時の監督であったフォルカー・フィンケによってサイドバックにコンバートされた。ケルンでは主に中盤でプレーしたほか、サイドバックやフォワードでも起用された。
2010年から、フィンケが監督を務めるJリーグ・浦和レッドダイヤモンズへ期限付き移籍。浦和加入以前のスポーツ紙などでは「サヌー」と表記されていたが、登録名に倣い表記も「サヌ」に改められた。
浦和でのデビュー戦は2010年4月10日のJリーグ第6節アルビレックス新潟戦。この日サヌはベンチスタートだったが、前半16分に負傷した宇賀神友弥に替わり急遽左サイドバックとして途中出場し、阿部勇樹の先制点をアシストした。サヌの起用についてフィンケは、「彼はまだ一度もあのポジションでプレーしたことがありませんでした。」とのコメントを残している。だが、故障が多く度々離脱していたのに加え、不慣れなポジションでの起用で本来の実力を発揮できる場面は少なかった。終盤戦は負傷者が増えたこともあり、ようやく得意としているFWや前目のサイドハーフで起用される試合が多くなったが、2010年12月6日、契約延長や完全移籍には至らず、2010年シーズン終了後に本来の所属先である1.FCケルンに復帰することが発表された。
ブルキナファソ代表としては、2003年に行われたFIFAワールドユース選手権に出場。その後は同国A代表に招集されている。
2012年4月、京都サンガF.C.に加入した。2013年シーズン終了後、契約満了により退団。

## 所属クラブ
- ?年 - 2001年  プラネート・シャンピオン・アンテルナシオナル
- 2001年8月 - 2002年12月  WSGスワロフスキー・ヴァッテンズ
  - 2002年1月 - 2002年6月  FCチロル・インスブルック (レンタル移籍)
- 2002年 - 2003年  FCシオン
- 2003年 - 2008年  SCフライブルク
- 2008年 - 2011年5月  1.FCケルン
  - 2010年  浦和レッドダイヤモンズ (レンタル移籍)
- 2012年4月 - 2013年  京都サンガF.C.

## 個人成績
2010年1月12日現在
| 国内大会個人成績 | 国内大会個人成績 | 国内大会個人成績 | 国内大会個人成績 | 国内大会個人成績 | 国内大会個人成績 | 国内大会個人成績 | 国内大会個人成績 | 国内大会個人成績 | 国内大会個人成績 | 国内大会個人成績 | 国内大会個人成績 |
| 年度             | クラブ           | 背番号           | リーグ           | リーグ戦         | リーグ戦         | リーグ杯         | リーグ杯         | オープン杯       | オープン杯       | 期間通算         | 期間通算         |
| 年度             | クラブ           | 背番号           | リーグ           | 出場             | 得点             | 出場             | 得点             | 出場             | 得点             | 出場             | 得点             |
| オーストリア     | オーストリア     | オーストリア     | オーストリア     | リーグ戦         | リーグ戦         | リーグ杯         | リーグ杯         | オーストリア杯   | オーストリア杯   | 期間通算         | 期間通算         |
| ---------------- | ---------------- | ---------------- | ---------------- | ---------------- | ---------------- | ---------------- | ---------------- | ---------------- | ---------------- | ---------------- | ---------------- |
| 2001-02          | WSG              |                  | 2部              |                  |                  | -                | -                |                  |                  |                  |                  |
| 2001-02          | インスブルック   |                  | ブンデスリーガ   | 5                | 0                | -                | -                |                  |                  |                  |                  |
| スイス           | スイス           | スイス           | スイス           | リーグ戦         | リーグ戦         | スイス杯         | スイス杯         | オープン杯       | オープン杯       | 期間通算         | 期間通算         |
| 2002-03          | シオン           |                  | スーパーリーグ   | 27               | 10               | -                | -                |                  |                  |                  |                  |
| ドイツ           | ドイツ           | ドイツ           | ドイツ           | リーグ戦         | リーグ戦         | リーグ杯         | リーグ杯         | DFBポカール      | DFBポカール      | 期間通算         | 期間通算         |
| 2003-04          | フライブルク     | 23               | ブンデス1部      | 24               | 3                | -                | -                | 0                | 0                | 24               | 3                |
| 2004-05          | フライブルク     | 23               | ブンデス1部      | 22               | 2                | -                | -                | 3                | 0                | 25               | 2                |
| 2005-06          | フライブルク     | 23               | ブンデス2部      | 21               | 2                | -                | -                | 2                | 1                | 23               | 3                |
| 2006-07          | フライブルク     | 23               | ブンデス2部      | 24               | 2                | -                | -                | 0                | 0                | 24               | 2                |
| 2007-08          | フライブルク     | 23               | ブンデス2部      | 6                | 0                | -                | -                | 1                | 1                | 7                | 2                |
| 2008-09          | ケルン           | 14               | ブンデス1部      | 15               | 1                | -                | -                | 1                | 0                | 16               | 1                |
| 2009-10          | ケルン           | 14               | ブンデス1部      | 6                | 1                | -                | -                | 2                | 1                | 8                | 2                |
| 日本             | 日本             | 日本             | 日本             | リーグ戦         | リーグ戦         | リーグ杯         | リーグ杯         | 天皇杯           | 天皇杯           | 期間通算         | 期間通算         |
| 2010             | 浦和             | 5                | J1               | 26               | 2                | 3                | 0                | 1                | 0                | 30               | 2                |
| ドイツ           | ドイツ           | ドイツ           | ドイツ           | リーグ戦         | リーグ戦         | リーグ杯         | リーグ杯         | DFBポカール      | DFBポカール      | 期間通算         | 期間通算         |
| 2010-11          | ケルン           | 13               | ブンデス1部      | 3                | 0                | -                | -                |                  |                  | 3                | 0                |
| 2011-12          | ケルン           | 30               | ブンデス1部      | 0                | 0                | -                | -                |                  |                  | 0                | 0                |
| 日本             | 日本             | 日本             | 日本             | リーグ戦         | リーグ戦         | リーグ杯         | リーグ杯         | 天皇杯           | 天皇杯           | 期間通算         | 期間通算         |
| 2012             | 京都             | 32               | J2               | 9                | 2                | -                | -                | 0                | 0                | 9                | 2                |
| 2013             | 京都             | 23               | J2               | 4                | 0                | -                | -                | 0                | 0                | 4                | 0                |
| 通算             | オーストリア     | オーストリア     | 2部              |                  |                  | -                | -                |                  |                  |                  |                  |
| 通算             | オーストリア     | オーストリア     | ブンデスリーガ   | 5                | 0                | -                | -                |                  |                  | 5                | 0                |
| 通算             | スイス           | スイス           | スーパーリーグ   | 27               | 10               | -                | -                |                  |                  | 27               | 10               |
| 通算             | ドイツ           | ドイツ           | ブンデス1部      | 70               | 7                | -                | -                | 6                | 1                | 76               | 8                |
| 通算             | ドイツ           | ドイツ           | ブンデス2部      | 51               | 4                | -                | -                | 3                | 2                | 54               | 6                |
| 通算             | 日本             | 日本             | J1               | 26               | 2                | 3                | 0                | 1                | 0                | 30               | 2                |
| 通算             | 日本             | 日本             | J2               | 13               | 2                | -                | -                | 0                | 0                | 13               | 2                |
| 総通算           | 総通算           | 総通算           | 総通算           | 192              | 25               | 3                | 0                | 10               | 3                | 205              | 28               |

その他の公式戦
- 2012年
  - J1昇格プレーオフ 1試合0得点

## 代表歴

### 試合数
- 国際Aマッチ 29試合 5得点（2001年-2013年）[10]

| ブルキナファソ代表 | 国際Aマッチ | 国際Aマッチ |
| 年                 | 出場        | 得点        |
| ------------------ | ----------- | ----------- |
| 2001               | 2           | 2           |
| 2002               | 3           | 0           |
| 2003               | 0           | 0           |
| 2004               | 3           | 0           |
| 2005               | 0           | 0           |
| 2006               | 0           | 0           |
| 2007               | 5           | 2           |
| 2008               | 0           | 0           |
| 2009               | 3           | 0           |
| 2010               | 2           | 0           |
| 2011               | 2           | 0           |
| 2012               | 1           | 0           |
| 2013               | 8           | 1           |
| 通算               | 29          | 5           |

## 獲得タイトル
FCヴァッカー・インスブルック
- オーストリア・ブンデスリーガ 優勝 (2001-2002)

U-17ブルキナファソ代表
- 2001 FIFA U-17世界選手権 3位

ブルキナファソ代表
- アフリカネイションズカップ2013 準優勝